# José Elmar de Melo Carvalho
José Elmar de Mélo Carvalho (Campo Maior, 9 de abril de 1956) é um magistrado e escritor brasileiro com atuação no Piauí e membro da Academia Piauiense de Letras.

## Biografia
Filho de Miguel Arcângelo de Deus Carvalho e Rosália Maria de Mélo Carvalho é formado em Administração e em Direito pela Universidade Federal do Piauí e magistrado do judiciário, Juiz de Direito. Estreia na literatura em 1990 com o livro Cromos de Campo Maior; foi presidente do conselho editorial da Fundação Cultural Monsenhor Chaves, órgão cultural da prefeitura de Teresina; presidiu a União Brasileira de Escritores, secção Piauí, foi membro do conselho editorial da Universidade Federal do Piauí. Ocupa a cadeira 10 da Academia Piauiense de Letras.

## Obras
- Cromos de Campo Maior (1990)
- Noturno de Oeiras[7]

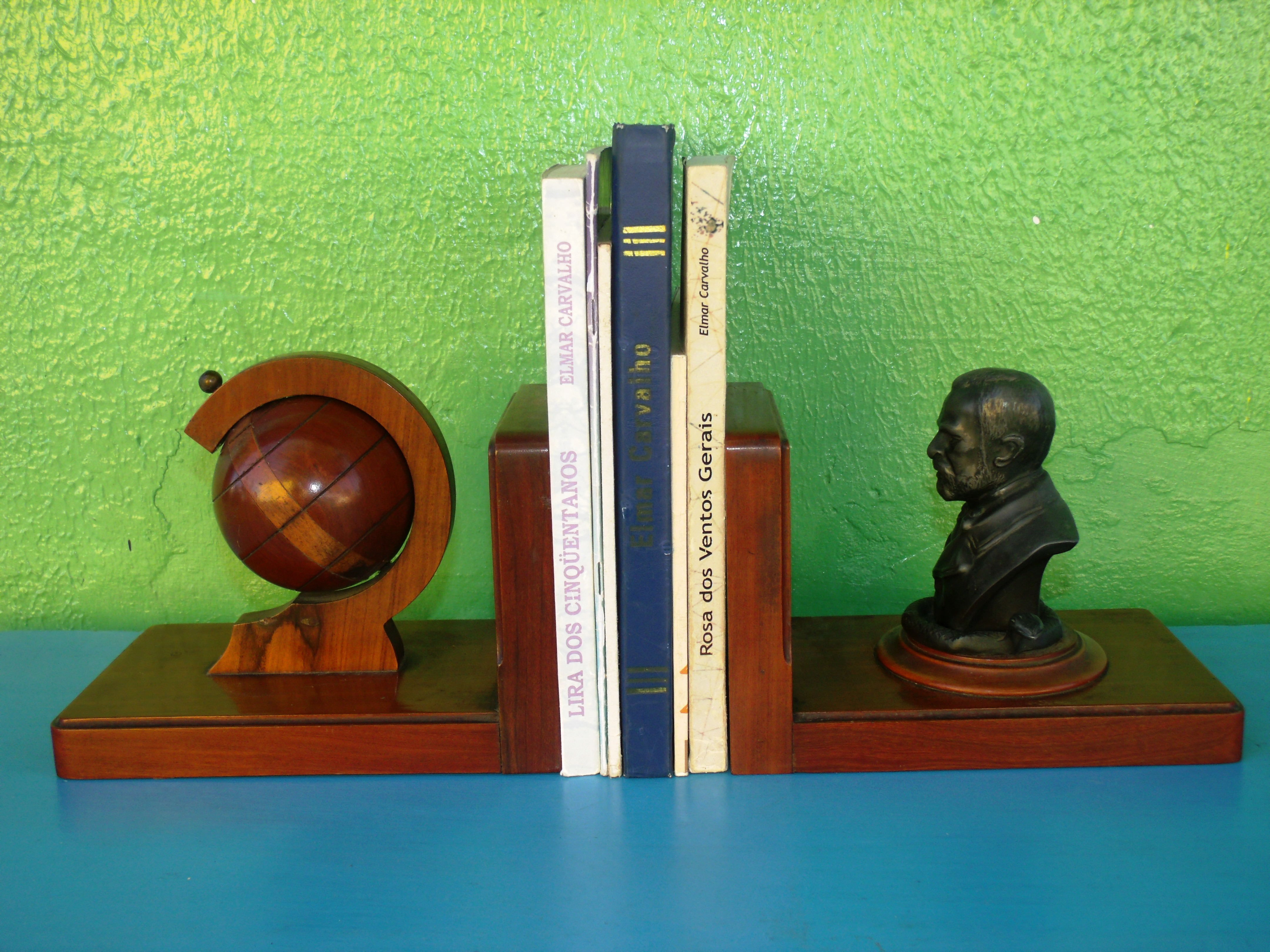
Algumas obras do autor.

- Sete Cidades – roteiro de  um passeio poético e sentimental
- Lira dos cinquentanos
- O Pé e a Bola -  craques do futebol parnaibano e campomaorense
- Rosa dos Ventos Gerais
- Bernardo de Carvalho – o fundador de Bitorocara
- Amar Amarante (2013)

### Obras em participação coletiva
- A Poesia Piauiense no Século XX, de Assis Brasil
- Antologia dos poetas piauienses, de Wilson Carvalho Gonçalves
- Galopando
- Salada Seleta
- Poesia do Campus
- Em Três Tempos
- Baião de Todos, de Cineas Santos
- Passarela de Escritores, de Adrião Neto
- Crônicas de Sempre
- Poesia Teresinense Hoje
- Postais da Cidade Verde
- Nordestes – editado pelo SESC/São Paulo
- A Poesia Parnaibana